# Fernando Pessoa
Fernando António Nogueira Pessoa (pronunțat AFI fɨɾ'nɐ̃.du pɨ'so.ɐ; n. 13 iunie 1888, Lisabona, Portugalia – d. 30 noiembrie 1935, Lisabona, Portugalia), cunoscut mai ales ca Fernando Pessoa, a fost un poet, eseist și scriitor portughez modern, reprezentant al modernismului lusitan.
Este considerat unul din cei mai importanți poeți portughezi din toate timpurile, valoarea lui fiind comparată cu cel al lui Camões. Criticul american Harold Bloom, în cartea sa The Western Canon (Canoanele vestului), afirma despre Pessoa că, alături de Pablo Neruda, este cel mai reprezentativ poet al secolului XX.
Așa cum spune și Octavio Paz, poetul nu are biografie. Biografia lui este opera. Secretul lui, de altfel, e scris chiar în numele pe care-l poartă: Pessoa înseamnă „persoană” în portugheză și vine de la persona, masca poeților romani.
Povestea sa s-ar putea reduce la irealitatea vieții lui cotidiene și realitatea ficțiunilor lui. Aceste ficțiuni sunt poeții Alberto Caeiro, Álvaro de Campos, Ricardo Reis și, mai ales, Fernando Pessoa însuși.

## Biografie

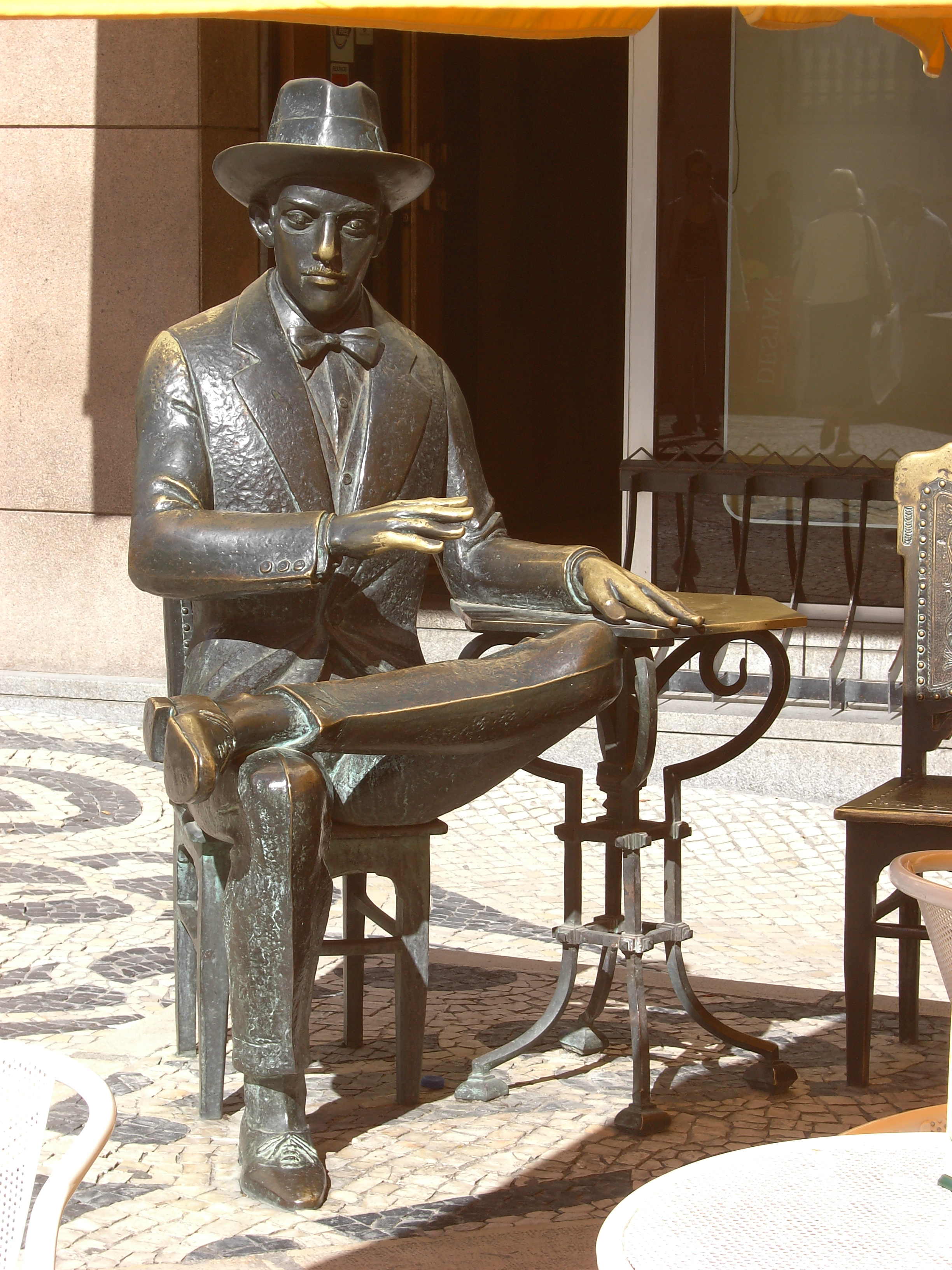
Statuia lui de Fernando Pessoa în fața cafenelei A Brasileira, Chiado în Lisbona

Pessoa rămâne de mic orfan de tată. Mama lui se recăsătorește; în 1896 se mută, cu copiii ei, la Durban, în Africa de Sud, unde al doilea ei soț este numit consul al Portugaliei. Primește educație engleză, iar influența saxonă va fi constantă în gândirea și opera lui. În 1905 se întoarce la Lisabona, în 1907 părăsește Facultatea de Litere din Lisabona și deschide o tipografie, Empreza Ibis. Aceasta se dovedește în 1910 a fi un eșec, cuvânt ce se va repeta frecvent în viața lui. Lucrează apoi în calitate de corespondent străin, o slujbă modestă ce-i va asigura cele necesare traiului aproape întreaga viață. Respinge, cu orgoliul timizilor, propunerea de a intra pe porțile unei cariere universitare. În 1932 aspiră la postul de arhivist într-o bibliotecă și este respins. Dar în viața lui nu există revoltă, ci doar o modestie asemănătoare cu disprețul.
Nu mai părăsește niciodată Lisabona. Angloman, miop, politicos, timid, îmbrăcat în negru, reticent și familiar, cosmopolit predicând naționalismul, umorist ce nu râde niciodată. Pierre Hourcade, care l-a cunoscut spre sfârșitul vieții, scrie: „Niciodată, cînd mă despărțeam de el, nu îndrăzneam să întorc capul; îmi era frică să nu-l văd cum se împrăștie, topindu-se în aer”. Moare, la Lisabona, în 1935, în urma unei ciroze hepatice.
A lăsat două plaquettes de poeme în engleză, o carte subțire de versuri portugheze și un cufăr plin cu manuscrise. Cartea neliniștirii, scrisă aproximativ în 1931, este unul dintre cele mai valoroase manuscrise ale sale.
Iată ce spune Pessoa în această carte, ce pare o frescă a propriului său suflet:
„Nu am nici un sentiment politic ori social. Dar, într-un anume sens, am un înalt sentiment patriotic. Patria mea e limba portugheză”—tradus de Mihai Zamfir
Poeziile lui Pessoa au fost traduse, din portugheză, în românește de Dinu Flămând.
Nu avem nicio autobiografie scrisă de Pessoa, avem, însă, ceva chiar mai sugestiv:
Autopsihografie
Zice-se că invent sau că mint
În tot scrisul meu. Nu-i așa.
Pur și simplu eu simt
Cu imaginația.
Nu-mi folosesc inima.
Ceea ce mi se-ntîmplă sau e visat,
Ceea ce îmi lipsește sau mă-mplinește,
Este asemeni unui strat așezat
Peste un alt lucru și încă peste.
Iar frumosul acesta e - peste.
Astfel dezlegat de perplexitate,
În miezul a toate aceste
Ce-mi sînt mai degrabă îndepărtate,
Scriu adevărat despre ceea ce nu este.
Să simt? Simtă cel ce citește.
(Traducere Dinu Flămând, în revista Secolul 20, nr.334-336, 1988)

## Opera literară
În faimosul cufăr descoperit după moartea scriitorului au fost găsite nu mai puțin de 27.453 de texte, în afara celor publicate de el însuși și anume: plachetele de poezii și sonete scrise în limba engleză, precum și a volumului Mesaj, volum ce a fost încununat cu un scandalos premiu al doilea la un concurs pe teme patriotice.
Opțiunile literare ale lui Pessoa se cimentează încă de la începuturi: Shakespeare și poezia metafizică engleză, Edgar Allan Poe, clasicii latini, literatura ezoterică dar și gnosticii alexandrini, decadentismul sfârșitului de veac trecut dar și cel al Romei antice.
Pessoa dă, adesea, impresia că se lasă acaparat de futurism, deși el este mult mai puțin curios decât prietenul său Mário de Sá-Carneiro, exilatul benevol în cosmopolitismul parizian. Pessoa preferă să inventeze și să abandoneze curente, școli, doctrine și chiar sisteme filozofice.
Acest autor, multiplu precum universul, este, de fapt, inclasabil. Disponibilitatea sa stilistică pare a fi a unui Joyce lipsit de spiritul lucrativ ce dă unei compoziții literare aspectul său finit. Opera lui Pessoa este o apologie a fragmentului. Iată de ce s-au păstrat în cufărul lui Pessoa clipele pe care scrisul a reușit să le fixeze: de la horoscopul Portugaliei, la răspunsurile pentru o revistă de cuvinte încrucișate ce apărea în Anglia. Dar marea parte a moștenirii o constituie poezia, teatrul, eseistica, proza, traducerile, proiectele de filosofie și conspectele de lectură.
Personajul real este unul șters, resemnat într-o existență exterioară insignifiantă ale cărui evadări vor fi pur imaginative.
Fernando Pessoa începe să scrie în limba engleză în anul 1901. Între anii 1903 și 1906 scrie numai în engleză, sub numele de Search, într-o căutare în umbra marilor lirici victorieni. După 1906 va alterna engleza cu portugheza, cantonându-și scrierile fundamentale, în limitele limbii materne. Continuă însă, la Lisabona, să scrie și să publice mult în engleză. Reunite, aceste texte compun volumul XI, Poemas Ingleses, din Obras Completas de Fernando Pessoa, Editura Atica, Lisabona, 1974.
Cităm aici, unul dintre cele mai frumoase Sonete scrise, în limba engleză, de Pessoa.
XV
Stîngaci ca pețitorul ros de teamă
Năuc de nu-i iubit, deși iubește.
Tînjind pe jumătate să dea seamă
De ce, probînd, se teme că tînjește,
Temînd privesc cu ochiul dinăuntru
Și, uluit, mă-ntreb acuma oare
Ce preț avea-vor aste stihuri pentru
Un gînd ce altui gînd va da născare.
Dar, ca amantul ce, sperînd, iubește
Și, tot sperînd, se teme și nu-ncearcă
Dovezi ce-n minte doar le bănuiește
Și-amînă proba, vremea să nu-i treacă,
Trăiesc eu zilnic gloria ce-o visez
Și-n gîndul altora gîndesc c-o-ntemeiez.
(Traducere din engleză de Mihaela Anghelescu Irimia)
Multiplii săi, despre care vom vorbi în continuare, heteronimele cărora Pessoa le-a inventat întreg statutul social-literar, vor locui fie la țară, fie în Marea Britanie sau Brazilia , par să se bucure de o oarecare mobilitate în plus față de însuși creatorul lor și reprezintă un obiectiv separat în analiza operei lui Fernando Pessoa.
Cu Bernardo Soares, ales drept autor pentru Cartea neliniștirii, Fernando Pessoa reușește cea mai spectaculoasă deprivatizare de sine.

## Heteronimele
Heteronimele și-au făcut treptat apariția, ca o alienare ce s-a automultiplicat, ca o alteritate ce s-a voit practicată metodic până la pierderea oricărei identități.
Întreagă, această evanescentă familie literară numără peste douăzeci de nume. Cei mai cunoscuți sunt:
Alberto Caeiro, poetul bucolic, păgânul natural, considerat nu numai maestrul celorlalți, dar și al lui Pessoa ortonimul. Alberto Caeiro este deținătorul echilibrului perfect, poezia în stare frustă și ingenuu elementară, refuz al filozofiei și al artisticului.
Álvaro de Campos, inginerul din Glasgow, poetul modern ce nu-și refuză niciun experiment, nicio nebunie. Mult citata Odă maritimă, precum și Opiarium sau Tutungeria sunt dovada că aici imaginația debordează iar excesul este la el acasă.
Ricardo Reis, cel pe care Pessoa nu l-a înmormântat înainte să se retragă el însuși la Cimitirul plăcerilor din Lisabona, este ipostaza simplității rafinate, culmea artificiului estetic și melancolicul neputincios, un neîmpăcat al efemerului.
Fernando Pessoa însuși ne introduce în această lume fascinantă a heteronimelor, a depersonalizării și simulării. Iată ce-i scrie lui Adolfo Casais Monteiro, într-o scrisoare ce poate fi descrierea completă a genezei heteronimelor:
Acum, o să încerc să-ți răspund la întrebarea dumitale cu privire la geneza heteronimelor mele. O să încerc să fiu cît mai explicit cu putință.
Voi începe cu aspectul psihiatric. Heteronimele sînt rezultatul isteriei din mine.
Și continuă, după ce tranșează astfel originea organică a heteronimelor, cu povestea lor.
Heteronimele îl obsedează pe Pessoa încă din copilărie, de mic copil simte nevoia să creeze în jurul său o lume fictivă de prieteni și cunoscuți care nu au existat niciodată.
Primul său heteronim, primul cunoscut inexistent, este un oarecare Chevalier de Pas, plăsmuit la vîrsta de numai șase ani.
În jurul anului 1912, îi vine ideea să scrie câteva poeme de factură păgână, după cum mărturisește în aceeași scrisoare, și-i apare, încă neînchegat, portretul celui care le făcuse. Se naște astfel Ricardo Reis.
Peste un an și jumătate, din dorința de a-i juca o festă lui Sá-Carneiro inventează un poet bucolic și sofisticat. Timp de câteva zile se străduiește să-i născocească personalitatea, dar nu reușește. În ziua în care se hotărâse să renunțe, spune poetul, adică pe 8 martie 1914, începe să scrie treizeci și ceva de poeme, pe nerăsuflate. Despre această zi, Pessoa spune că a fost cea mai minunată zi din viața sa. Poemele le grupează sub titlul Păzitorul de turme, iar cel care se naște în mintea sa, ca fiind autorul acestor poeme și maestrul său, este Alberto Caeiro.
Imediat simte nevoia de a-i găsi niște discipoli lui Caeiro. Îl smulge pe Ricardo Reis din păgînism și în derivație juxtapusă cu acesta îi apare un nou individ. Scrie, fără pauze și corecturi, Oda triumfală și astfel se naște și Álvaro de Campos.
În notele pe care Pessoa le-a scris Despre heteronimie în concepția ei generală, în ultimul paragraf face următoarea precizare:
"Niciodată nu sînt mai portughez ca atunci cînd mă simt diferit de mine - Alberto Caeiro, Ricardo Reis, Álvaro de Campos, Fernando Pessoa, și toți cîți au fost sau cîți vor mai fi.
Fii infinit precum universul"